# Ritterhof (Berlin)

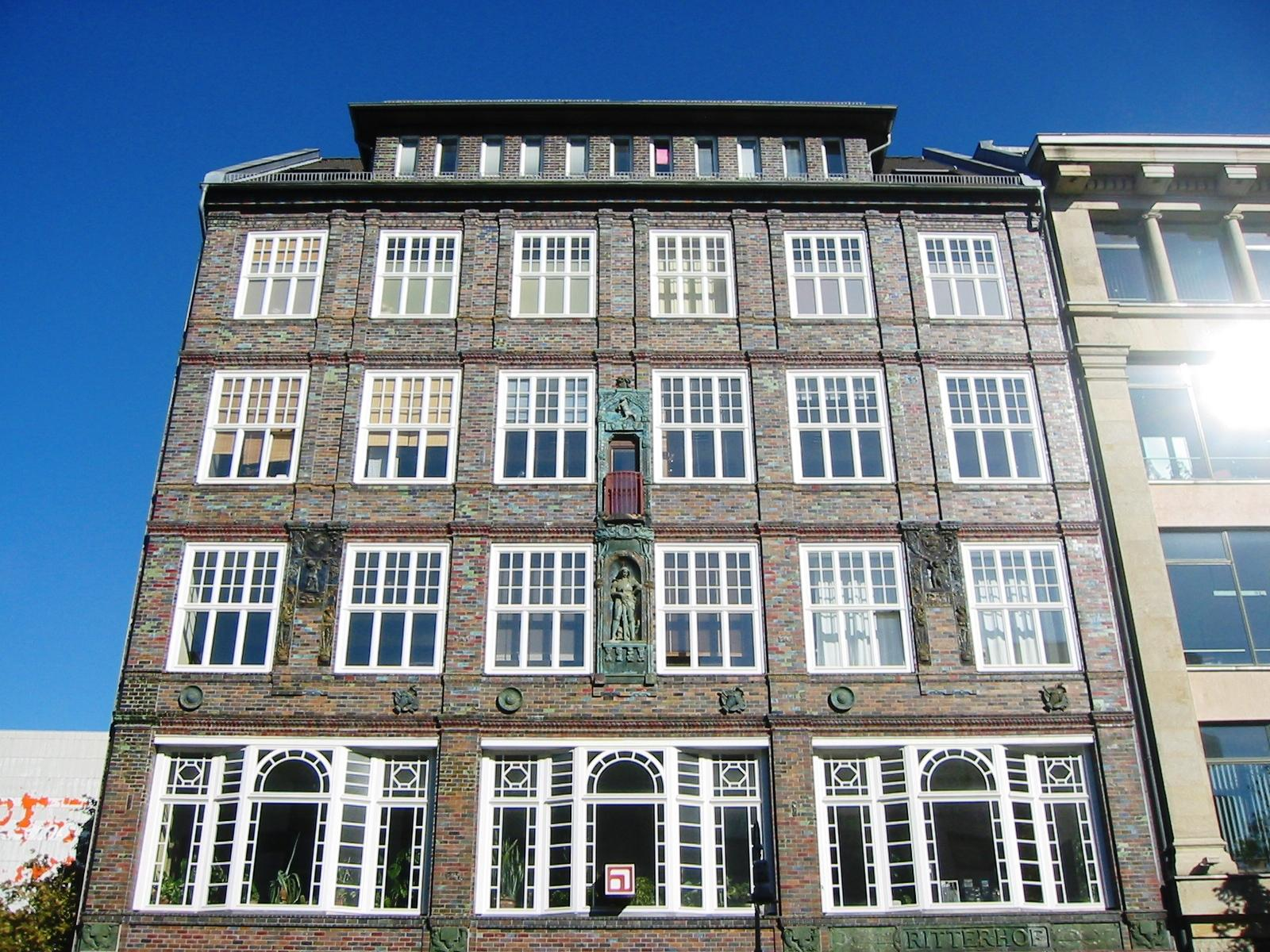
Der Ritterhof in der Ritterstraße in Berlin-Kreuzberg

Der Ritterhof ist ein denkmalgeschütztes Bauwerk in der Ritterstraße 11 im Berliner Ortsteil Kreuzberg und einer der letzten erhalten gebliebenen Gewerbehöfe im einstigen „Rollkutscherviertel“.

## Geschichte und Funktion des Gebäudes
Der Ritterhof wurde in den Jahren 1905 und 1906 vom Architekturbüro Schilbach & Schweitzer für die Scheck’schen Erben gebaut. Sie veräußerten das Gebäude 1922 an die Ritterhof-Grundstücksgesellschaft, die es 16 Jahre später wiederum an die Rheinische Hypothekenbank verkaufte. 1941 erwarben die Deuta Werke den Gewerbehof. Zu den Mietern zählten die unterschiedlichsten Gewerbetreibenden, etwa die Metallschraubenfabrik Großman & Groß oder die Holzbearbeitungsfabrik Heyne & Co. 1990 wurde das Gebäude von der Johann Jeserich AG umfangreich restauriert. Dabei wurde auch die auffällige Straßenfassade erneuert, die mit dunklen, schwarz-rötlich schimmernden Glasurklinkern verblendet ist. Die Innenhöfe sind mit typisch weißen Glasurklinkern ausgestaltet, damit Tageslicht in die Produktionsräume reflektiert wurde. Auffälliges Detail an der Straßenfassade ist ein in einer Nische aufgestellter Ritter, der einen Bezug zur Ritterstraße herstellen soll.